# Westhausen (Hildburghausen)
Westhausen è un comune di 696 abitanti della Turingia, in Germania.
Appartiene al circondario (Landkreis) di Hildburghausen (targa HBN) ed è parte della comunità amministrativa (Verwaltungsgemeinschaft) di Heldburger Unterland.